# Château d'Übigau
Le château d'Übigau est un château baroque à Dresde.
Le château d'Übigau est au bord de l'Elbe dans l'actuel quartier d'Übigau. Il est dans l'ancienne vallée de l'Elbe à Dresde, qui fut classée au patrimoine mondial. La rénovation urgente du monument culturel, prévue par divers propriétaires à partir des années 1990, n'est pas réalisée, de sorte que le bâtiment tombe visiblement en ruine. Le bâtiment est ouvert à certaines occasions et il y a une auberge dans le parc pendant les mois d'été.

## Géographie
Situé au nord-ouest de la capitale de l'État saxon, le château se situe un peu au sud du centre historique du village d'Übigau, connu sous le nom d'Altübigau, à environ 3 km de la vieille ville intérieure. Il est entre la Werftstraße et la rive droite de l'Elbe, à laquelle il est relié par un escalier à travers le jardin du château, sur un terrain d'environ 8 200 m2 au Rethelstraße 47. De là, il y a une vue sur les vastes prairies de l'Elbe sur l'autre rive. À proximité immédiate se trouvent des bâtiments industriels au sud-ouest, dont certains sont également inutilisés. L'environnement urbain global affecte l'effet du bâtiment autrefois autonome. Comme le reste d'Übigau, le château appartient au district statistique de Mickten et avec celui-ci à son tour à l'arrondissement de Pieschen. L'extrémité ouest de l'ancienne vallée de l'Elbe de Dresde, classée au patrimoine mondial, est située à peu près au niveau du château.

## Architecture
Le palais d'Übigau est construit dans le style baroque en deux ans au début du XVIIIe siècle. En raison de sa mort prématurée, c'est le seul bâtiment de Dresde conçu par l'architecte berlinois Johann Friedrich Eosander von Göthe. Avant même l'achèvement du bâtiment à deux étages, il y a un changement de plan, à la suite duquel le bâtiment central existant est agrandi côté jardin avec deux halls voûtés l'un au-dessus de l'autre, dont celui au rez-de-chaussée resté fermé. À l'opposé, sept des neuf axes du château à l'étage supérieur s'ouvrent en loggias vers l'Elbe, si bien que cette façade rappelle la Renaissance italienne. Les fenêtres restantes ont des parapets et sont séparées les unes des autres par des pilastres. À la suite du vandalisme et de l'état de délabrement avancé, ils sont tous condamnés depuis les années 1990. Côté jardin, il y a une lucarne au milieu au-dessus de l'étage supérieur. Entre les deux, à l'avant-toit, Hercule et Mars bordent un blason saxon-polonais. Des bandes de plâtre rustiques se trouvent au rez-de-chaussée. Les ailes latérales initialement prévues ne furent pas réalisées.
Dès sa construction, l'ensemble s'est doté d'un jardin baroque à la française richement décoré. L'ensemble comprenait deux corps de garde, quatre pavillons, une dépendance, une orangerie et une fontaine. Ils ont tous été victimes de l'utilisation industrielle du site au XIXe siècle, tout comme une grande partie de la riche décoration sculpturale d'un créateur inconnu. Un double escalier mène du jardin, qui est à plus de 5 m au-dessus du niveau normal de l'Elbe, à un ancien port de gondole qui, après le château de Pillnitz et le palais Japonais, les deux homologues tout aussi étrangers du palais d'Übigau à Dresde, qui formait le troisième débarcadère des embarcations courtoises de ce côté de l'Elbe. Sur la rive opposée, du côté de la vieille ville de l'Elbe, une avenue connue sous le nom d'Übigauer Fährweg mène au château comme axe visuel depuis 1734. Il n'a pas survécu dans toute sa longueur.

## Histoire
Le ministre électoral saxon, maréchal et conseiller privé Jakob Heinrich von Flemming planifie la construction d'une résidence d'été représentative pour lui-même à l'extérieur des portes de Dresde après 1720. Il choisit un site sur l'Elbe près d'Übigau avec vue sur la ville résidentielle. Les quatre propriétaires de ces propriétés à usage de vignes, agriculteurs d'Übigau, sont expropriés.
Lorsque le bâtiment, érigé entre 1724 et 1726 sous la direction de l'architecte Eosander von Göthe, est sur le point d'être achevé, l'électeur saxon et roi de Pologne Auguste II l'acquiert avec deux maisons à Dresde pour 100 000 thalers, ce qu'il avait déjà fait à peu près pour le palais Japonais près d'une décennie plus tôt. L'électeur lui-même est rarement présent à Übigau. De plus, les plans d'agrandissement du château élaborés pour son compte par le maître bâtisseur Zacharias Longuelune ne sont pas exécutés. Cependant, il poursuit avec succès l'agrandissement du jardin et organise des festivités. Le 28 août 1727, l'impératrice allemande Élisabeth, épouse de Charles VI, y fête son 36e anniversaire. En 1728, Frédéric-Guillaume Ier, le roi de Prusse, visite la folie.
Le fils d'Auguste II, Auguste III, hérite du château après la mort de son père en février 1733. Ne s'y intéressant pas particulièrement, il l'offre à son ministre, le comte Aleksander Józef Sułkowski, en reconnaissance de ses nombreuses années de service. À la suite de la chute de Sułkowski en février 1738, largement provoquée par son rival le comte Heinrich von Brühl, Auguste III reprend le château. Dans les années qui suivent, ce sont principalement les fils de l'électeur qui utilisent le château comme base de chasse dans la lande de Dresde. Un dernier événement majeur est le défilé des troupes de l'armée saxonne entre Übigau et le Wilden Mann, 3 km plus au nord, avec diverses manœuvres d'entraînement en 1753 ; le château sert de camp de plaisance. La dernière visite d'un membre de la cour est mentionnée pour l'année 1770.
La branche albertine s'étant désormais complètement désintéressées du château, le jardinier du château installe alors un restaurant qui devient rapidement populaire auprès des habitants des environs. Malgré cela, le palais est encore en très bon état à l'époque. Cela change après une phase de vacance au début du XIXe siècle pendant les guerres napoléoniennes. Après le retrait de l'armée tsariste russe de la région de Dresde récemment occupée à la suite de la bataille de Großgörschen, les troupes de Napoléon occupent la capitale saxonne et ses environs à l'approche de la bataille de Dresde. Certaines sont cantonnées au château d'Übigau entre le 11 et le 18 mai 1813 et pillent ou détruisent l'intérieur. En 1831, la famille royale saxonne vend aux enchères le château abandonné.
Lors de cette vente aux enchères, le maître charpentier du conseil de Dresde Paul Siemen remporte le contrat et rénove le bâtiment. Cinq ans plus tard, au début de la révolution industrielle, Johann Andreas Schubert est l'un des fondateurs de l'Aktien-Maschinenbau-Verein Übigau, dont le bâtiment de production se situe directement au nord du palais d'Übigau dans son parc. Le château, acquis à l'époque par l'entreprise, abrite des bureaux administratifs au rez-de-chaussée, des locaux de construction et l'appartement de Schubert en tant que directeur technique et chef d'entreprise se trouvent à l'étage supérieur. Sous sa direction, l'institut de génie mécanique produit principalement des machines à vapeur et des chaudières à vapeur. En 1837, Schubert conçoit la propulsion du Königin Maria à Übigau, l'un des premiers bateaux à vapeur du Haut-Elbe, suivi un an plus tard par la chaudière et le moteur du bateau à vapeur Prinz Albert. À peu près à la même époque, il construit la première locomotive à vapeur fonctionnelle construite en Allemagne, la Saxonia. Après que Schubert met fin à son contrat avec l'Actien-Maschinenbau-Verein en avril 1838 et reprend son poste de professeur à l'École polytechnique royale de Dresde, l'entreprise rencontre des difficultés financières. En 1841, elle est liquidée en raison d'un manque de commandes.
Après cela, le château d'Ubigau sert d'abord de siège administratif à diverses entreprises. À partir des années 1840, un moulin à vapeur, une vinaigrerie et teinturerie, une fabrique de cordes et une fabrique de papier s'installent dans les environs, un incendie a lieu en 1875. Parallèlement, la famille von Oppen habite le château entre 1854 et 1886.
Un chantier naval intérieur est fondé sur la propriété voisine sud en 1877 et trois ans plus tard, il est repris par la Elbschifffahrtsgesellschaft Kette, dont le nom fait référence à la navigation à la chaîne pratiquée sur l'Elbe à l'époque. Sous la direction de l'ingénieur Ewald Bellingrath, il est continuellement agrandi pour devenir l'un des chantiers navals intérieurs les plus importants d'Europe. Le chantier naval de la chaîne agrandit sa propriété en 1886 pour inclure le château et en 1905, il est fusionné avec la Dresdner Maschinenfabrik und Schiffswerft Übigau. Elle loue d'abord le bâtiment à un aubergiste qui y dirige le Schloßschänke Übigau de 1886 à 1921. Après la Première Guerre mondiale, elle y installe ses bureaux administratifs. Après la fermeture de la grande entreprise en 1930 en raison de la crise économique mondiale, le château d'Übigau, désormais au milieu d'une zone industrielle et propriété d'un spéculateur immobilier, doit être démoli.
La démolition est empêchée par le fait que l'Association centrale des sports ouvriers 1885, un club sportif des travailleurs d'Übigau et précurseur du SC Borea Dresde, loue le bâtiment et met les locaux à la disposition de diverses organisations telles que le KPD, c'est pourquoi le bâtiment est connu sous le nom de château rouge au début des années 1930. Après la prise du pouvoir par les nazis, les associations communistes sont interdites et les membres d'Übigau sont rassemblés au château à la mi-juin 1933 puis emmenés au camp de concentration de Hohnstein. Le château reste vide pendant une courte période, jusqu'à ce qu'il soit temporairement utilisé comme résidence du propriétaire de la société d'armement sous-marin nouvellement fondée sur le site du chantier naval en 1935. Après la fin de la Seconde Guerre mondiale, cette société est expropriée en 1948.
À l'époque de la RDA, l'administration du VEB Dampfkesselbau Übigau est hébergée dans le château. Au nord du château, la maison de la culture appartenant au VEB TuR Dresden est construite en 1954, dans laquelle de nombreux grands noms de la scène culturelle de la RDA se produisent et qui sert d'atelier à l'artiste Eberhard Bosslet depuis 2000. Au cours des années 1970, le parc du château accueille plusieurs fois une petite fête de quartier, mais vers la fin de la décennie, il doit être fermé au public en raison de vandalisme.
Depuis le changement politique, au cours duquel l'entreprise de construction de chaudières à vapeur est considérablement réduite et finalement déménagée, le château d'Übigau est vide. Un investisseur de Mölln achète le château à la Treuhand en 1993 pour abriter des studios d'art, mais le contrat est déclaré invalide par la suite en raison d'une erreur formelle. De plus, un différend juridique a lieu avec le fils de l'ancien propriétaire. Au milieu des années 1990, le château est cambriolé et inondé à plusieurs reprises. Fin 1997, après quatre ans de négociations infructueuses avec la fiducie et l'office de protection des monuments, l'investisseur finit par retirer son offre.
En août 1999, l'entrepreneur immobilier Dieter Schinz (1938–2009) de Heidelberg acquiert le bâtiment et, outre l'usage culturel, prévoit également d'y aménager un appartement et des bureaux. Il a également l'intention de restaurer les jardins baroques fidèles à l'original. L'année suivante, il achète des parcelles de terrain supplémentaires dans la région, mais la rénovation ne commence pas. Seules quelques mesures de sécurité sont prises sur le bâtiment depuis lors. Même l'élévation du parc du palais à une partie du site du patrimoine mondial de la vallée de l'Elbe à Dresde en 2004 ne change le statu quo.
En 2004, les acheteurs potentiels américains Helga et Jack van Horn visitent le site. Cependant, il n'est revendu. En juin 2005, l'initiative citoyenne du château d'Übigau est fondée, elle milite pour la préservation et la rénovation du monument culturel jusqu'à sa dissolution fin 2009. De 2006 à 2008, elle organise un festival annuel du château et de la rue d'Übigau. Pendant les mois d'été 2008, le parc est rendu accessible au public pour la première fois depuis des décennies. À l'été 2009, après le décès du propriétaire Schinz, le Förderverein Schloss Übigau für Kunst und Kultur e. V., qui, en coordination avec l'héritière principale et en tant que successeur de l'initiative citoyenne, s'engage pour l'utilisation culturelle et artistique du château et de son parc et souhaite également organiser lui-même des événements. Des plans sont encore en cours d'élaboration visant à rénover le bâtiment sur une période de cinq à dix ans.
Fin 2010, Ingrid Schinz demande à des étudiants de l'Université des sciences appliquées de Dresde, dirigée par le professeur Torsten Gonschorek, de concevoir des concepts pour l'utilisation future par le public de l'installation sur les rives de l'Elbe. Les idées vont d'un palais du chocolat (café, cours et ventes) à un centre rococo, une école de danse et de musique, des studios pour artistes (le tout avec une économie d'été) à des bureaux. Karsten Linke, dont le bureau d'études représente le propriétaire, fait part de ces idées au conseil consultatif local de Pieschen en mars 2012.
En novembre 2017, il y a un autre changement de propriétaire. Le bâtiment du château appartient maintenant à Frank Bertram et à Bertram Grundbesitz GmbH Co. KG.